# Албичева
Алби́чева (рос. Албычева) — присілок у складі Гаринського міського округу Свердловської області.
Населення — 41 особа (2010, 59 у 2002).
Національний склад населення станом на 2002 рік: росіяни — 96 %.